# Grindsted (plaats)
Grindsted  is een plaats en voormalige gemeente in Denemarken.

## Voormalige gemeente
De oppervlakte bedroeg 381,97 km². De gemeente telde 17.379 inwoners waarvan 8699 mannen en 8680 vrouwen (cijfers 2005).
Sinds 1 januari 2007 hoort de voormalige gemeente bij gemeente Billund.

## Plaats
De plaats Grindsted telt 9472 inwoners (2007). De plaats ligt aan de Grindsted Å en aan de voormalige spoorlijn Langå - Bramming. Het stationsgebouw is bewaard gebleven..

## Geboren
- Kian Hansen (1989), voetballer